# Cultura de Koban
La cultura Koban (1100 - 400 a. C.) fue una cultura que se desarrolló en la zona norte y central del Cáucaso entre la Edad de Bronce Tardía y la Edad de Hierro, extendiéndose hasta Chechenia. La precedió la cultura de Colchis en la zona occidental del Cáucaso.
Lleva el nombre de la aldea de Koban, en Osetia del Norte, donde en 1869 se descubrieron hachas de batalla, puñales, y otros objetos. Más tarde, se descubrieron nuevos yacimientos en la zona central del Cáucaso.